# Baby Makin' Project
Baby Makin' Project è il sesto album in studio del gruppo musicale statunitense Jagged Edge, pubblicato nel 2007.

## Tracce
1. Intro – 1:10
2. Put a Little Umph in It (feat. Ashanti) – 3:31
3. Whole Town Laughing – 3:48
4. Me That's Who – 3:36
5. Get This – 5:34
6. I'll Be Damned – 5:17
7. Can't Get Right – 3:46
8. Way to Say I Love You – 2:56
9. Sunrise – 3:47
10. Round And Round – 5:26
11. Turn U On – 3:51